# Um Pedido
"Um Pedido" é uma canção do cantor brasileiro Hungria Hip Hop, lançada em 7 de junho de 2019. O single trata de uma música autobiográfica onde o artista também homenageia sua mãe. Após um mês de lançamento, a canção alcançou a 28° posição do Top 50 Streaming do Pro-Música Brasil, e em três meses alcançou a 2° posição do Crowley Charts.

## Antecedentes e composição
A canção foi escrita dois meses antes de seu lançamento. Sua produção musical ficou por conta do rapper e produtor musical Jheff nos estúdios My House Produções. "Um Pedido" contém elementos da música trap com música clássica chinesa, que diferente dos traps convencionais, a música soa como dramática e melancólica.

## Lançamento e videoclipe
A música, juntamente com seu videoclipe, foi lançada no dia 7 de junho de 2019. O clipe foi dirigido por Mateus Rigola, com cenas captadas em São Paulo, Guarujá e Brasília. No clipe, um garoto interpreta a infância de Hungria em um bairro de classe baixa da periferia do Distrito Federal, onde mostra que as dificuldades do dia-a-dia não impedem seus pensamentos de um futuro sucesso. O final do clipe mostra Hungria atualmente em sua mansão relembrando de sua infância sofrida e cai em prantos, mas termina com uma mensagem de superação.

## Problemas com direitos autorais
O videoclipe de "Um Pedido", após atingir 49 milhões de visualizações, foi retirado do ar devido a uma reivindicação internacional de direitos autorais. A canção possuía sample não-autorizado de uma musica chinesa pertencente a "Zi de Guqin Studio (自得琴社)" em quase toda sua estrutura.

## Lista de faixas
| Download digital no iTunes |             |         |  |
| N.º                        | Título      | Duração |  |
| 1.                         | "Um Pedido" | 3:24    |  |

## Desempenho nas tabelas musicais
| Tabela musical (2019)                         | Melhor posição |
| --------------------------------------------- | -------------- |
| Brasil - (Crowley Charts)                     | 2              |
| Brasil - (Pro-Música Brasil Top 50 Streaming) | 28             |